# Corylopsis gotoana
Corylopsis gotoana là một loài thực vật có hoa trong họ Hamamelidaceae. Loài này được Makino miêu tả khoa học đầu tiên năm 1901.